# ATP Challenger Eskişehir
Das ATP Challenger Eskişehir (offizieller Name: Eskişehir Cup) war ein Tennisturnier in Eskişehir, das von 2013 bis 2015 ausgetragen wurde. Es war Teil der ATP Challenger Tour und wurde im Freien auf Sand gespielt.

## Liste der Sieger

### Einzel
| Jahr | Sieger            | Finalgegner       | Ergebnis          |
| ---- | ----------------- | ----------------- | ----------------- |
| 2015 | Paolo Lorenzi     | Íñigo Cervantes   | 7:64, 7:65        |
| 2014 | nicht ausgetragen | nicht ausgetragen | nicht ausgetragen |
| 2013 | David Goffin      | Marsel İlhan      | 4:6, 7:5, 6:2     |

### Doppel
| Jahr | Sieger                       | Finalgegner                           | Ergebnis          |
| ---- | ---------------------------- | ------------------------------------- | ----------------- |
| 2015 | Sjarhej Betau Michail Jelgin | Chen Ti Ruan Roelofse                 | 6:4, 6:72, [10:7] |
| 2014 | nicht ausgetragen            | nicht ausgetragen                     | nicht ausgetragen |
| 2013 | Marin Draganja Mate Pavić    | Sanchai Ratiwatana Sonchat Ratiwatana | 6:3, 3:6, [10:7]  |